# 特雷波利戈苏洛

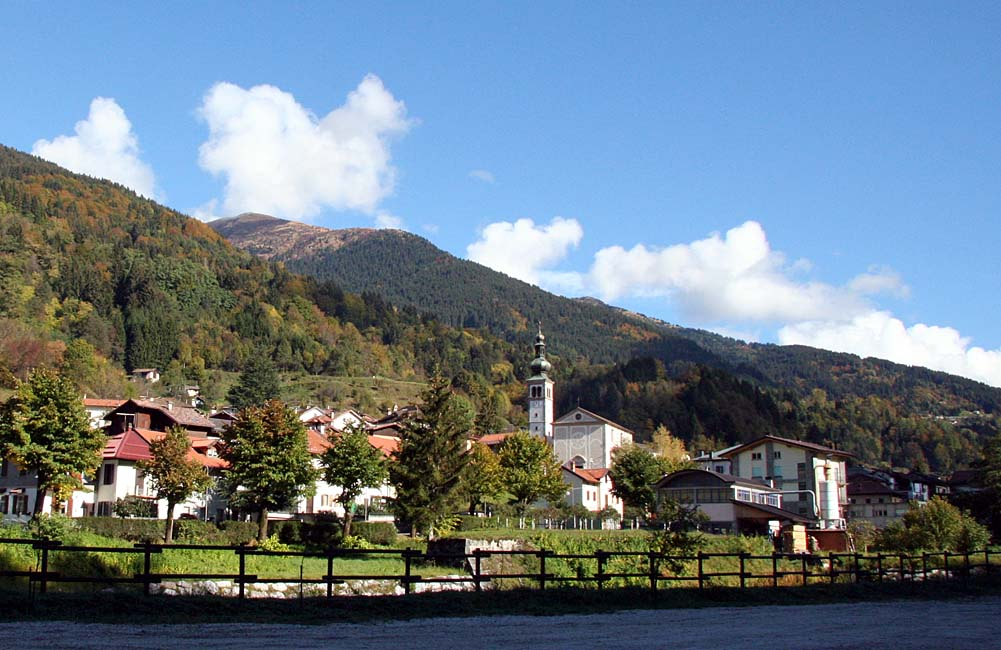
特雷波利戈苏洛

特雷波利戈苏洛（義大利語：Treppo Ligosullo）是意大利弗留利-威尼斯朱利亚大区烏迪內省的市镇。市镇面积为35.59平方公里，2017年人口数量为715人。
该市镇成立于2018年2月1日，由利戈苏洛和特雷波卡尼科两市镇合并而成。